# Simoradz

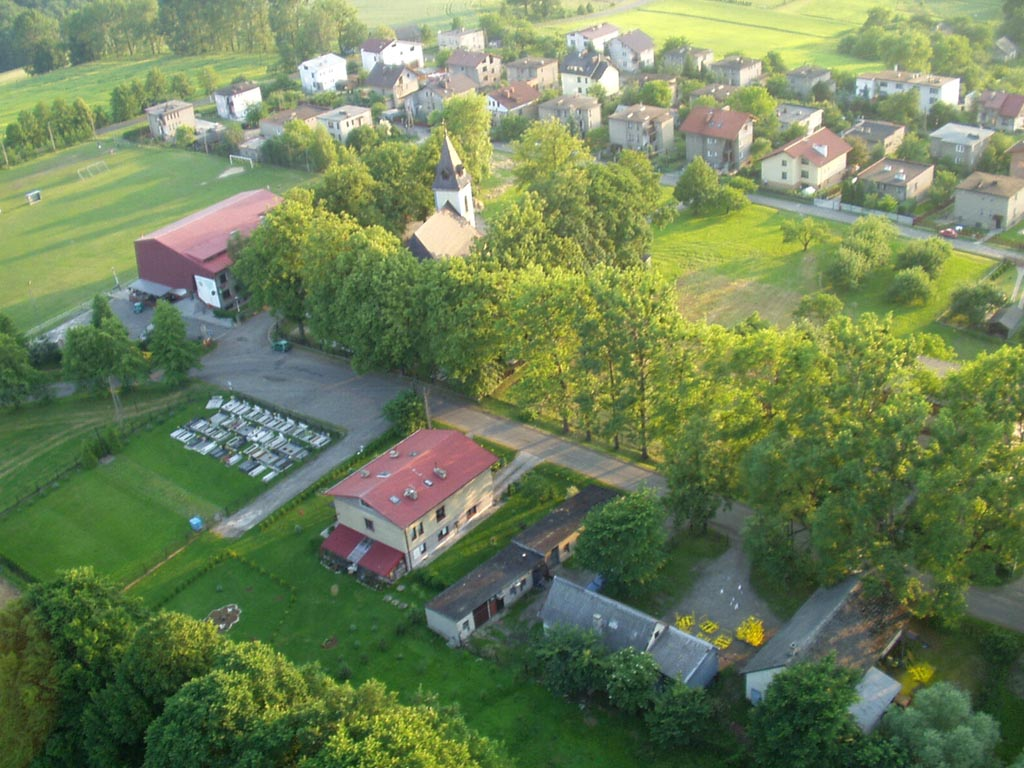
Ortsmitte mit katholischer Kirche

Simoradz [ɕiˈmɔrad͡z] (deutsch Schimoradz) ist eine Ortschaft mit einem Schulzenamt der Gemeinde Dębowiec im Powiat Cieszyński der Woiwodschaft Schlesien in Polen.

## Geographie
Simoradz liegt im Schlesischen Vorgebirge (Pogórze Śląskie) auf einem Hügel 350 m hoch etwa 22 km westlich von Bielsko-Biała und 55 km südlich von Katowice im Powiat (Kreis) Cieszyn.
Das Dorf hat eine Fläche von 695,37 ha (16 % der Landgemeinde).
Nachbarorte sind Dębowiec im Westen, Ochaby im Norden, Wiślica im Nordosten, die Stadt Skoczów im Osten, Iskrzyczyn und Wilamowice im Süden.

## Geschichte
Simoradz ist eines der ältesten Dörfer im Teschener Schlesien. Der Ort wurde im Jahre 1286 erstmals urkundlich als der Herkunftsort (Semoradz) des örtlichen Priesters erwähnt, der las einen Fluch auf Heinrich IV. in Racibórz vor. Später wurde es auch circa 1305 im Liber fundationis episcopatus Vratislaviensis (Zehntregister des Bistums Breslau) als Item in Semoraz debent esse XX mansi, de quibus ad ecclesiam ibidem pertinent V) mansi ab antiquo erwähnt. Der Name ist abgeleitet vom slawischen Vornamen Siemorad, des vermeintlichen Urbesitzers.
Die Pfarrei Zimoracz wurde im Peterspfennigregister des Jahres 1335 im Teschener Dekanat und im Jahre 1447 als Schimoradz erwähnt.
Politisch gehörte das Dorf ursprünglich in der Zeit des polnischen Partikularismus zum Herzogtum Oppeln-Ratibor (Teschener Kastellanei). Das Herzogtum wurde 1281 nach dem Tod von Wladislaus I. von Oppeln geteilt. Endgültig (1290) gehörte das Dorf zum Herzogtum Teschen. Seit 1327 bestand die Lehnsherrschaft des Königreichs Böhmen und seit 1526 gehörte es zur Habsburgermonarchie.
Die erste Schule wurde 1763 in Simoradz eingerichtet, 1793 erhielt sie ein neues Gebäude und wieder ein anderes 1903.
Nach der Aufhebung der Patrimonialherrschaften war es ab 1850 eine Gemeinde in Österreichisch-Schlesien, Bezirk Bielitz und Gerichtsbezirk Skotschau. Ab 1858 gehörte das Dorf zur Teschener Kammer.
Derweil annahm die ethnographische Gruppe der Teschener Walachen deutliche Gestalt, wohnhaft auch in Simoradz. Traditionell sprachen sie Teschener Mundarten. In der Reichsratswahl 1907 gewann dort Jan Sztwiertnia (1850–1912) (polnischer Katholik mit der Unterstützung der DF, 53 Stimmen) vor dem polnisch-katholiken Nationalaktivist Józef Londzin (19 Stimmen). In der Reichsratswahl 1911 gewann der Vertreter der Schlesischen Volkspartei Józef Kożdoń (58 Stimmen) vor Józef Londzin (18 Stimmen).
1920, nach dem Zusammenbruch der k.u.k. Monarchie und dem Ende des Polnisch-Tschechoslowakischen Grenzkriegs (mit der wichtigsten Schlacht des Kriegs in der Nähe), kam Simoradz zu Polen. Die evangelische Filialkirche wurde als Friedhofskapelle in den Jahren 1926–1928 gebaut. Der Ort gehörte zu der autonomen Woiwodschaft Schlesien, Powiat Cieszyński.
Unterbrochen wurde dies nur durch die Besetzung Polens durch die Wehrmacht im Zweiten Weltkrieg. Es gehörte dann zum Landkreis Teschen im Regierungsbezirk Kattowitz in der Provinz Schlesien (seit 1941 Provinz Oberschlesien).
Von 1975 bis 1998 gehörte Simoradz zur Woiwodschaft Bielsko-Biała.  Am 25. April 2010 wurde im Zentrum des Dorfes das Katyn-Kreuz zum Gedenken an die Opfer des Katyn-Massakers enthüllt.

### Einwohnerentwicklung
| Jahr       | 1869 | 1880 | 1890 | 1900 | 1910 | 1921 |
| ---------- | ---- | ---- | ---- | ---- | ---- | ---- |
| Einwohnern | 571  | 504  | 544  | 551  | 564  | 490  |

1. ↑  Darunter: 498 (98,8 %) polnischsprachig, 6 (1,2 %) deutschsprachig;
2. ↑  100 % polnischsprachig; 372 (68 %) evangelisch, 175 (32 %) römisch-katholisch;
3. ↑  Darunter: 546 (99,1 %) polnischsprachig, 5 (0,9 %) deutschsprachig; 369 (66,1 %) evangelisch, 182 (32,6 %) römisch-katholisch, 7 (1,3 %) israelitisch;
4. ↑  Darunter: 560 (99,3 %) polnischsprachig, 3 (0,5 %) deutschsprachig, 1 (0,2 %) tschechischsprachig; 356 (62,6 %) evangelisch, 207 (36,4 %) römisch-katholisch, 6 (1,1 %) israelitisch;
5. ↑  Darunter: 100 % polnischer Nationalität; 286 (58,4 %) evangelisch, 204 (41,6 %) römisch-katholisch;

## Religion
Die katholische Pfarrei gehört zum Bistum Bielsko-Żywiec, Dekanat Skoczów. Die evangelische Filialgemeinde gehört zur Pfarrei Skoczów, Diözese Cieszyn.

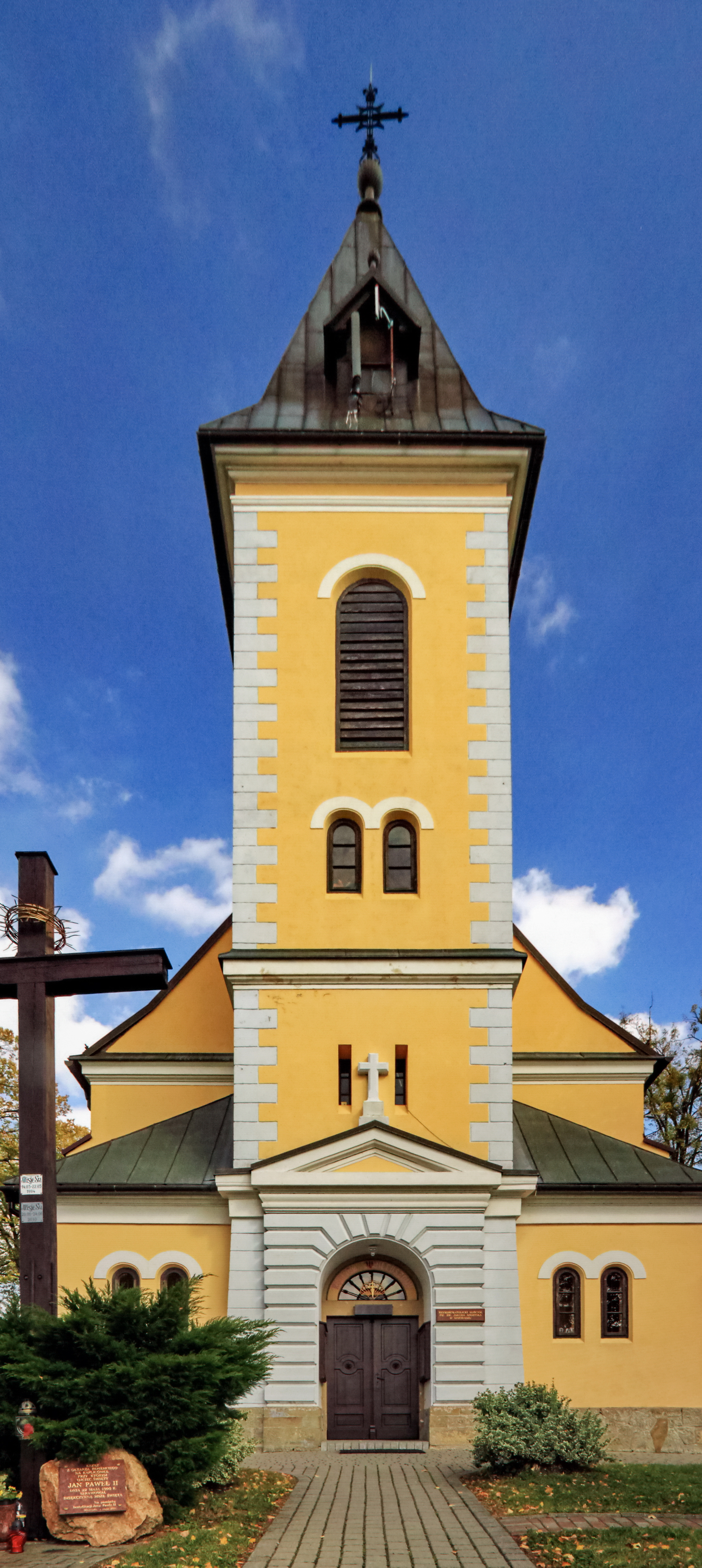
Katholische Kirche St. Jakobus der Ältere
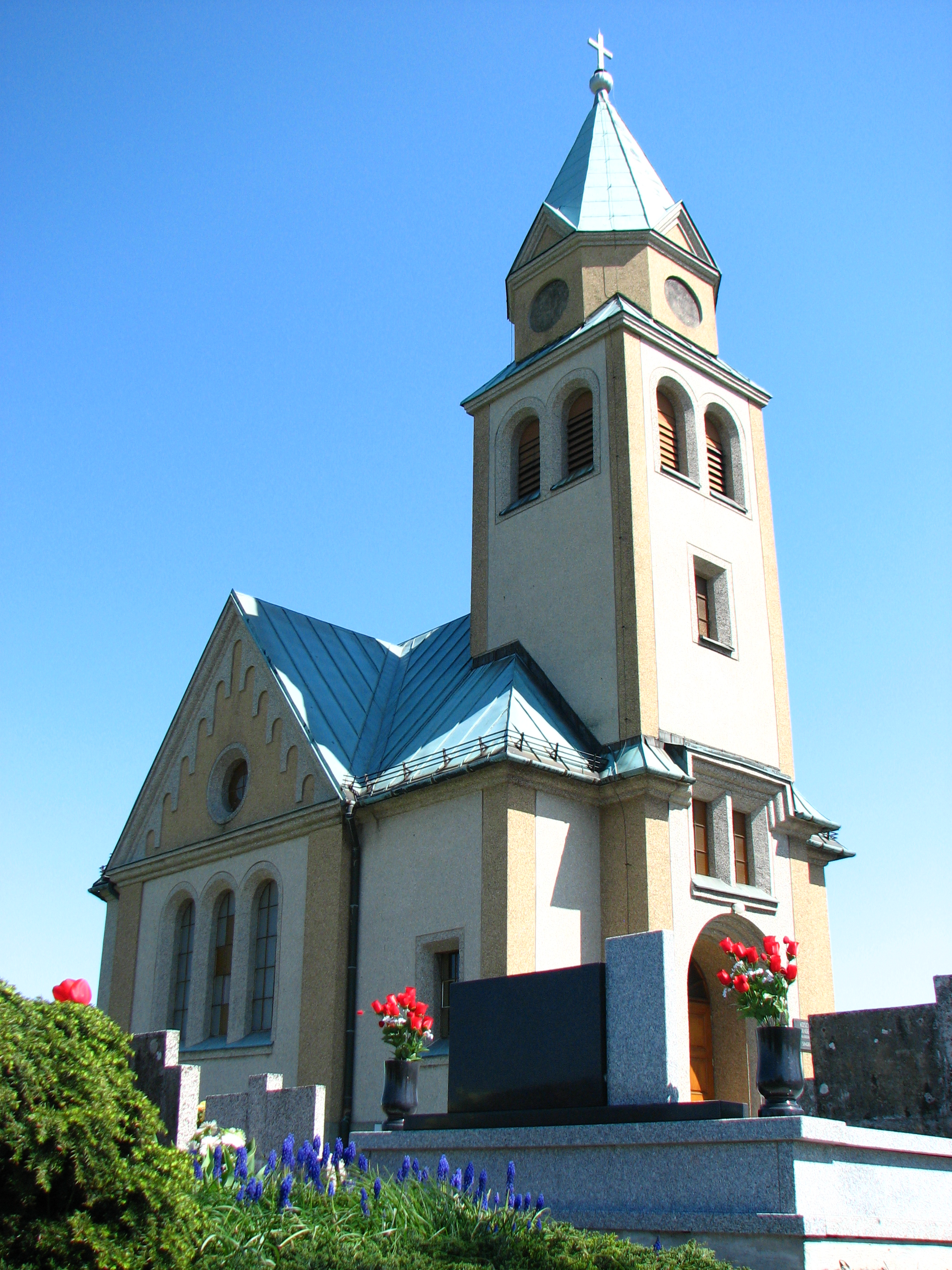
Evangelische Filialkirche Heiliggeist

## Sehenswürdigkeiten
Folgende Sehenswürdigkeiten stehen unter Denkmals- bzw. Naturschutz
- Katholische Pfarrkirche St. Jakobus der Ältere (Kościół Świętego Jakuba Apostoła) ist eine gotische Saalkirche die im 15. Jahrhundert errichtet, 1892 erweitert und im 20. Jahrhundert vier Mal renoviert wurde. Sie hat einen barocken Hauptaltar aus der 1. Hälfte des 19. Jahrhunderts mit Figuren der Muttergottes, der heiligen Barbara und Johannes des Täufers sowie einem Gemälde des Kirchenpatrons. Die Rokoko-Kanzel stammt aus dem 18. Jahrhundert, ebenso wie die Barock-Orgel. Kürzlich wurden gotische mehrfarbige Malereien aus dem 15. Jahrhundert entdeckt, deren Konservierung zwei Jahre dauerte.[18]

- Holzscheune aus dem 18. Jahrhundert

- ehemalige Brennerei aus der 1. Hälfte des 19. Jahrhunderts

- In der Nähe der Kirche befinden sich ehemalige Herrenhausgebäude dessen der Getreidespeicher aus dem 17. Jahrhundert wurde in den 1970er Jahren in den Oberschlesischen Ethnografischen Park in Chorzów verlegt.
- Die 180 Jahre alte Rotbuche (Fagus silvatica) mit einem Umfang von 300 cm und einer Höhe von 28 m wurde 1973 als Naturdenkmal anerkannt

## Sport
Der Sportverein LKS „Wyzwolenie“ Simoradz wurde 1966 gegründet und betreibt derzeit Fußball und Judo. Er unterhält eigene Sportanlagen darunter einen Sportpavillon mit großer Turnhalle, Fitnessraum, Sauna, und 35 Betten, Fußballplätze, Tennisplätze eine Anlage für Beachvolleyball.

## Persönlichkeiten
- Tadeusz Szurman (1954–2014), Bischof der Diözese Katowice der Evangelisch-Augsburgischen Kirche in Polen